# Arthur Verthé
Arthur Verthé (Ingelmunster, 2 april 1926 - Torhout, 9 februari 2024) was een Belgisch missionaris van Scheut, organisator en schrijver.

## Levensloop
Na zijn intrede bij de scheutisten en zijn priesterwijding, vertrok Verthé rond 1950 naar Belgisch-Congo. Hij werd in Leopoldstad (Kinshasa) aangesteld als leraar in een school voor Congolezen en als aalmoezenier voor de Vlaamse kolonisten. Voor deze laatsten stichtte hij het literair genootschap Zuiderkruis, dat een cultureel tijdschrift uitgaf.
Hij werd in Congo niet alleen geconfronteerd met de koloniserende mentaliteit van de Belgen maar ook met de discriminatie waarmee de Vlamingen ten overstaan van de Franstaligen te maken hadden. Dit moedigde hem aan om op sociaal-cultureel vlak actief te worden voor de Vlamingen in de Congolese hoofdstad door het stimuleren van het gemeenschapsleven, via Zuiderkruis. Elders in Congo en Ruanda-Urundi steunde hij de oprichting van Davidsfondsafdelingen.
Later terug in België werd hij ook nog:
- lid van het Comité voor Frans-Vlaanderen,
- beheerder van het Priester Daensfonds,
- beheerder van de Vlaamse Culturele Koepel,
- lid van het hoofdbestuur (1971-1986) – enkele jaren van het dagelijks bestuur – van het Algemeen-Nederlands Verbond (ANV),
- directeur van de secretariaten van de Vlaamse Volkskunstbeweging (VVKB) en van de Europeade,
- redactiesecretaris van De Grote Ronde, tijdschrift van de VVKB,
- lid van de werkgroep De Nederlanden in de Wereld (van het ANV en het Algemeen-Nederlands Congres).

Verthé is met pensioen gegaan in mei 1986 en heeft zijn intrek genomen in het rusthuis van de paters scheutisten in Torhout.
In 1981 werd hij lid van de West-Vlaamse ludieke ridderorde van 't Manneke uit de Mane.

## Vlamingen in de Wereld
In 1958, het jaar van de Wereldexpo, was Verthé weer in België en werd medewerker bij de Informatiedienst van en voor Afrika en tevens secretaris van het Congolees Leuvens Universitair Centrum. 
Hij toonde voortaan belangstelling voor Vlamingen overal in de wereld en hij richtte op 9 mei 1963 een nieuwe vereniging op onder de naam België in de Wereld. Eigenlijk was het op de buitenlandse Vlamingen bedoeld en in 1976 werd de naam logischerwijze gewijzigd in Vlamingen in de Wereld. Hij nam de dagelijkse leiding op zich werkte hij enerzijds aan de verruiming van de horizonten van Vlaanderen en anderzijds aan het doorgeven van het eigen gewestelijk patrimonium aan de Vlamingen in de 'diaspora'. 
Hij stortte zich weldra op het domein van de ontwikkelingssamenwerking en werd algemeen secretaris, vervolgens afgevaardigd beheerder en ten slotte ondervoorzitter van Vlamingen in de Wereld-Ontwikkelingssamenwerking (VIWOS); medestichter, beheerder en lid van het Bureau van de Vlaamse Vereniging voor Opleidingsprogramma's in het Buitenland; medestichter, beheerder en ondervoorzitter van het Verbond der Verenigingen van de in het Buitenland levende Burgers van de Europese Gemeenschap; medestichter, ondervoorzitter en algemeen secretaris van de Vlaams-Zuidafrikaanse Cultuurstichting.

## Verdere levensloop
Gepensioneerd in mei 1986 ging hij wonen in de residentie voor bejaarde scheutisten in Torhout en bleef er lange tijd actief.

## Publicaties
Verthé was een vruchtbaar auteur van poëziebundels, essays, bijdragen in naslagwerken, ongepubliceerde hoorspelen en filmscenario's.
- Bevrijding, poëzie, 1954.
- De gave Cimbel, poëzie, 1955.
- De liefde haalt het, filmscenario, 1955.
- Bekken en Cymbaal, poëzie, 1956.
- Mens en Afrika, verhalen, 1959.
- Gabrielle Demedts, monografie, 1958.
- Vlamingen in Kongo. Hun werkende aanwezigheid en hun innerlijke cultuurstrijd, 1959.
- Geschiedenis van de Vlaams-Afrikaanse letterkunde, 1962 (samen met Bernard Henry), 1962.
- België buiten zijn grenzen, 1965.
- Vlaanderen in de Wereld, 3 delen, 1972-1976.
- Victor Delhez, monografie, 1981 (samen met Gaby Gyselen).

## Eerbetoon
Voor zijn activiteiten in dienst van de geëmigreerde Vlamingen ontving hij:
- de Visser-Neerlandiaprijs (1973),
- de Prijs van de Vlaamse Toeristenbond – Vlaamse Automobilistenbond (1979),
- de André Demedtsprijs van de Marnixring (1985),
- de Rika Steyaertprijs (1986).